# 하안남초등학교
하안남초등학교는 대한민국 경기도 광명시에 있는 공립 초등학교이다.

## 학교 연혁
- 1990년 2월 6일 하안남초등학교 설립인가
- 1991년 3월 1일 개교 초대 차도균 교장 부임, 25학급 편성
- 1992년 3월 6일 병설유치원(2학급)개설
- 1996년 3월 1일 제2대 이창민 교장 부임
- 1997년 3월 1일 특수학급 1학급 인가
- 1997년 4월 1일 수요자 중심 시범학교(도교육청 지정)
- 1997년 9월 1일 제3대 최병록 교장 부임
- 1997년 11월 27일 교실 증축(교실2,강당1,출입계단)
- 2004년 3월 1일 제4대 김재호 교장 부임
- 2006년 9월 1일 제5대 정판돌 교장 부임
- 2010년 9월 1일 제6대 선미자 교장 부임
- 2012년 3월 1일 교육복지 정책연구학교(경기도교육청지정)
- 2013년 3월 1일 상시평가 중심학교 운영(도)
- 2014년 2월 14일 제23회 졸업식
- 2014년 3월 1일 24(1)학급 편성
- 2014년 9월 1일 제7대 오병우 교장 부임

## 참고 자료
- 하안남초등학교 - 한국교육학술정보원 학교알리미